# Mpumalanga Witchcraft Suppression Bill
De Mpumalanga Witchcraft Suppression Bill (Mpumalanga Wetsontwerp ter onderdrukking van hekserij) is een in het Engels opgesteld wetsontwerp van de regering van de  Zuid-Afrikaanse provincie Mpumalanga ter onderdrukking van hekserij. 
In juni van 2007 liet het ministerie van de premier van de provincie Mpumalanga in Zuid-Afrika een wetsontwerp uitlekken dat tot doel had de grondwettelijk vastgelegde vrijheden van een bestaande religieuze minderheid - heksen - te ondermijnen en hun activiteiten te criminaliseren. Hiermee werd beoogd om deze minderheid met alle mogelijke middelen het recht te ontzeggen hun religie te praktiseren. Dit wetsontwerp ter onderdrukking van hekserij definieert hekserij als 
"the secret use of muti, zombies, spells, spirits, magic powders, water, mixtures, etc by any person with the purpose of causing harm, damage, sickness to others or their property"

het geheim gebruik van muti, zombies, spreuken, geesten, magische poeders, water, mengsels, enzovoort door een persoon met het doel het veroorzaken van leed, schade, ziekte van anderen of schade aan hun eigendommen.
Het wetsontwerp kreeg te maken met hevige tegenstand, want het zou ook mogelijk gemaakt hebben om heksen aan te wijzen en te identificeren en hen streng te bestraffen - zelfs met rituele dood.